# Paluszek (baśń braci Grimm)
Paluszek (niem. Daumling) – baśń braci Grimm opublikowana w roku 1812 w ich zbiorze Baśni (tom 1, nr 37).
Głównym bohaterem, jest Tomcio Paluch (Paluszek) postać z angielskiego folkloru ludowego. Postać pojawia się też w innej baśni braci Grimm zatytułowanej Przygody Paluszka (Daumerlings Wanderschaft, nr 45) 

## Treść
Źródło: 
Paluszek był długo oczekiwanym dzieckiem chłopa. Ponieważ był mały jak palec, rodzice nazwali go Paluszek. Mimo małego wzrostu, syn wykazywał się sprytem. Kiedy ojciec wybrał się do lasu po drewno, martwił się, że nie ma kto przyjechać wozem konnym, by załadować drzewo. Jednak Paluszek, oświadczył, że dokona tego. Następnego dnia przyjechał wozem konnym, siedząc w uchu konia. Zwrócił tym uwagę dwóch podróżnych, którzy zaproponowali ojcu Paluszka, by im go sprzedał. Ojciec początkowo kategorycznie odmawiał. Jednak Paluszek, namówił ojca by się zgodził, obiecując, że ucieknie tym dwóm kupcom, a pieniądze zostaną. Istotnie w czasie przejażdżki, którą odbywał na kapeluszu jednego z kupców, oświadczył, że musi zejść za potrzebą. Gdy go postawili na ziemi, skrył się w mysiej dziurze, skąd nie mogli go wydostać. 
Następnego dnia, spotkał na swojej drodze, dwóch złodziei, którzy planowali napaść na dom bogatego proboszcza. Zaproponował im pomoc. Zgodnie z planem Paluszek miał wślizgnąć się do domu proboszcza i podać całe złoto i srebro kompanom. W rzeczywistości Paluszek chciał udaremnić kradzież. Kiedy był w środku, narobił takiego hałasu, że bandyci uciekli. 
Paluszek wymknął się z domu i schował się do stodoły, gdzie zamierzał spędzić noc na sianie. Podczas snu został jednak wraz z sianem zaniesiony krowie, która go pożarła. Służąca usłyszała krzyk Paluszka z wnętrza krowy i powiadomiła o tym księdza. Ten uznał, że to zły duch wstąpił w krowę i kazał ją oddać do rzeźni. Po zabiciu krowy żołądek, wraz z Paluszkiem, został przez rzeźnika wyrzucony na śmietnik. Paluszek, próbował się wydostać, ale wtedy przybiegł głodny wilk i pożarł żołądek wraz z Paluszkiem. Wówczas Paluszek zaczął rozmawiać z wilkiem. Zapewnił go, że w domu jego rodziców jest dużo jedzenia. Wilk udał się wskazaną droga. W spiżarni rodziców, Paluszek wszczął alarm. Ojciec zabił wilka, rozciął mu brzuch i wyciągnął syna na wolność. Wszyscy byli bardzo szczęśliwi, że syn wrócił do domu cały i zdrowy.

## Ekranizacje
- Baśnie Braci Grimm: Simsala Grimm (Tomcio Paluszek - odcinek 2) – niemiecki serial animowany z 1999 roku